# مسك

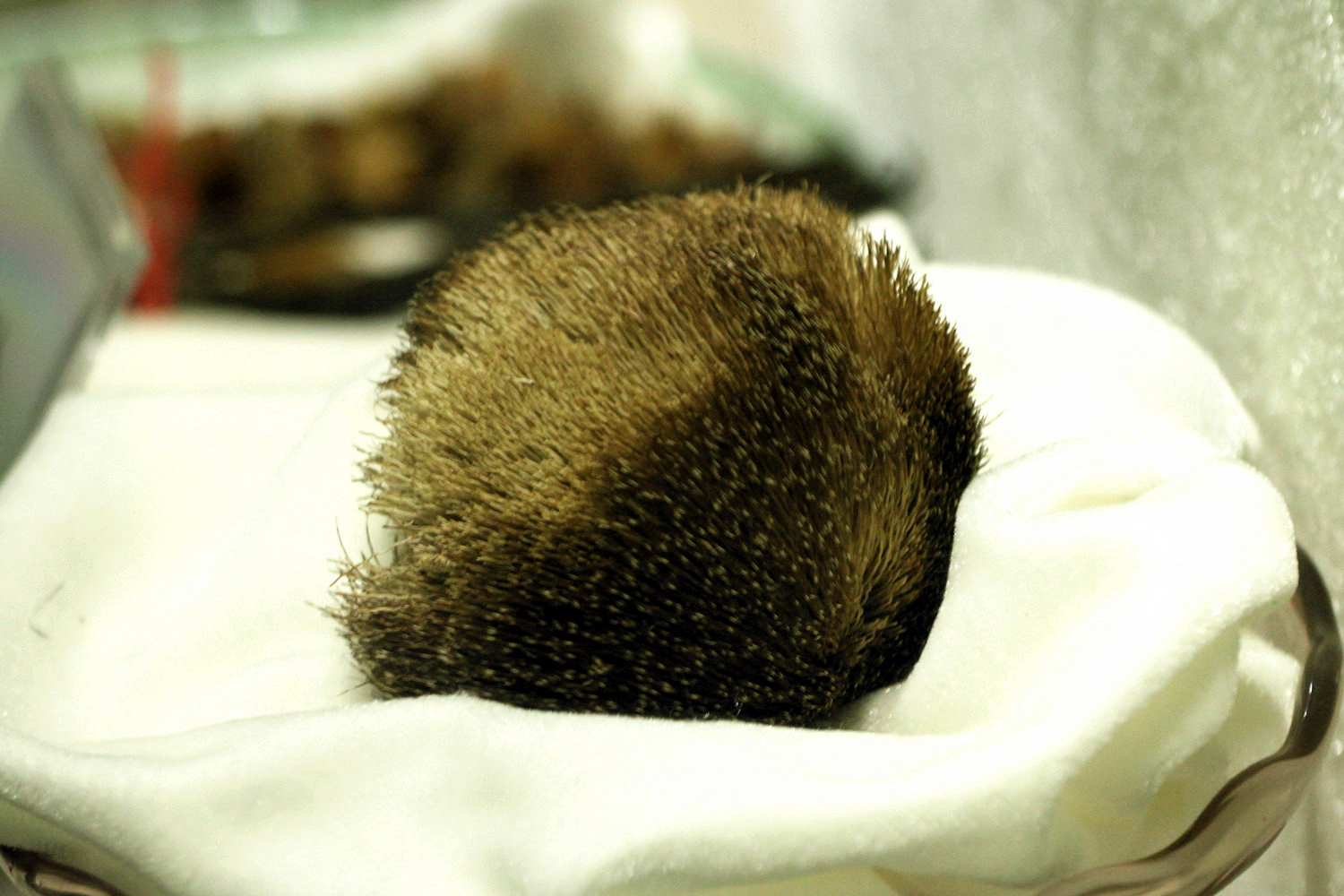
جراب المسك، تم الحصول عليها من ذكر غزال المسك

المِسْك (بالفارسية: مشک) هو طيب وعطر من مصدر حيواني. يتكون المسك في غدة كيسية تُسمَّى النافجة في بطن نوع من الظباء يسمى غزال المسك وتوجد هذه الغدة في الذكور ولا توجد غدة المسك في الإناث.
عرف عرب الجزيرة مهنة تركيب العطور وتجارتها منذ حضارات ما قبل الإسلام وقد حظيت باهتمام تجار قريش فكانت العطور من السلع التجارية التي تحملها قوافلهم. وكان المسك من بين العطور المتداولة والمشهورة عند العرب إلى جانب العنبر والعود والصندل. واشتهر عندهم نوع من المسك يٌجلب من مدينة دارين في بلاد البحرين التاريخية، وهو مسك هندي يجلبه التجار إلى ميناء هذه المدينة ويٌحمل منها إلى أنحاء مختلفة من الجزيرة العربية. كما اشتهر المسك الذي يٌجلب إلى بلاد العرب من الصين والتبّت والهند. ويعد المسك الذي يجلب من التبّت أفضل هذه الأنواع لأن مراعي الظبي فيها أطيب من غيرها.

## التأثيل

### المسك
المسك يُرجح أنها كلمة من أصل فارسيّ والرديف العربي لها هو كلمة المشموم، لكنَّ استعمال كلمة المِسْك طغى لرقتها فَعَرَّبها، وهُجِر المرادف العربي لثقله ولعموم معناه. وشاعت في الإستعمال اللغويّ ووردت في القرآن: «خِتَامُهُ مِسْك» سورة المطفِّفين، آية (26). وفي الحديث النبوي: «والذي نفسي بيده لَخَلوف فم الصائم أطيب عند الله من ريح المِسْك». وأضاف المحقق أحمد محمد شاكر: لم أجد من أن المسك معرب غير الجواليقي. لكن الفارسية تعده من أصل عربي، ويرجح أنه لا عربي ولا فارسي. ويبدو أن العرب عرفوه من الهند، كما عرفه الفارسيون من الهند. ولربما عرفه الهنود من تكنين ونيبال والصين.

### النافجة
النَّافجة كلمة ذات أصل فارسي هي «نافه» وتعني سُرَّة غزال المسك أو وعاءُ المسك في جِسم الظَّبي.

## مصدره

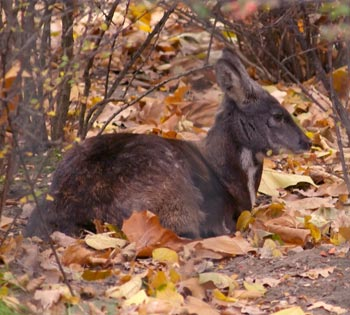
غزال المسك السيبيري

يعرف غزال المسك علميا باسم (باللاتينية: Moschus moschi ferus) يبلغ طول الحيوان حوالي متر وارتفاعه نصف المتر وغزال المسك حيوان خواف سريع الهرب، يسعى لطلب طعامه ليلا، لذا يصعب اصطياده. يسكن غزال المسك غابات الهيمالايا وتمتد مساكنه إلى التبت وإلى سيبيريا وشمال غرب الصين وأواسط آسيا. يسمى الكيس الجلدي بما فيه من مسك (فأرة المسك) ويعرف عالميا باسم Musk in Pods ولون المسك داخل هذا الكيس أسود وهو مرتفع الثمن، يقوم تجار العطور بإضافة بعض المواد عليه وخلطه بها.
يخرج المسك من مادة من الدم تنمو في سرة الحيوان وعندما يأتي موعد خروج المادة تضجر البهيمة فتحك سرتها على أحجار الجبال وتجد في ذلك لذة حتى تسيل منها المادة المكونة للمسك ثم يأتي متخصصون فيقومون بجمعه والتقاطه من الجبال ويضعونه في قوارير.

## استخراجه
- يقتل غزال المسك الذكر أولًا ثم يفصل كيس المسك ويجفف، وهذه طريقة قاسية لأنها تقضي على الحيوان وهي ممنوعة رسميًا.
- الحصول على المسك بجمعه من على الصخور لأن الغزال يشعر بحكة شديدة في الكيس عند امتلائه فيقوم بحك الكيس على الصخور فينقشع الكيس بما فيه من مسك ويلتصق بالصخور ويقوم جامعو المسك بجمعه من على الصخور.

يحتوي المسك على حوالي 1.4% زيت طيار ذي لون أسود إلى بني والمركب الرئيسي الذي تعزى إليه الرائحة الجميلة والمنعشة المعروفة للمسك هو "مسكون" (Muskone) كما يحتوي على هرمونات استيروليه أهمها "مسكوبايريدين" (Muskcopyridine) وكذلك قلويدات وانزيمات.